# Jacek Huchwajda
Jacek Heinrich Huchwajda (* 3. April 1967 in Poznań) ist ein deutscher Fechttrainer und ehemaliger Säbelfechter des FC Tauberbischofsheim. Er ist dreifacher deutscher Meister und nahm 1992 für Deutschland an den Olympischen Spielen teil.

## Leben
1984 reisten Huchwajdas Eltern mit ihren Kindern aus Polen in die BRD aus. Wenig später fand Jacek auf Betreiben seines Vaters beim FC Tauberbischofsheim Aufnahme. In Tauberbischofsheim besuchte er außerdem das Wirtschaftsgymnasium der Kaufmännischen Schule Tauberbischofsheim, welches er mit der Mittleren Reife abschloss. Anschließend verpflichtete er sich bei der Bundeswehr und gewann bei der Militär-WM 1991 den Titel im Säbelfechten.
Von 1992 bis 1994 besuchte Huchwajda die Trainerakademie Köln. Während dieser Zeit trat er für den OFC Bonn an. Nach Abschluss der Trainerausbildung kehrte er jedoch zum FC Tauberbischofsheim zurück, für den er bis 2006 als Fechter und Fechttrainer tätig war. Zu seinen Schülern gehörten Alexander Weber, Tamara Biesinger und Matthias Grimm.
Nach einer siebenjährigen Trainer-Tätigkeit bei der Oregon Fencing Alliance in Portland wechselte Huchwajda 2013 zur Duke University in Durham. Dort ist er als Assistenz-Trainer tätig.

## Erfolge
- 1991 Weltmeisterschaften in Budapest, 3. Platz Team[5]
- 1992 Olympische Sommerspiele in Barcelona, 5. Platz Team[6]
- 1992 Deutsche Meisterschaften, 1. Platz Einzel[7]
- 1992 Qualifikationsturnier Münchner Schwert, 1. Platz[4]
- 1993 Weltmeisterschaften in Essen, 3. Platz Team[5]
- 1993 Deutsche Meisterschaften, 1. Platz Team, 2. Platz Einzel[4]
- 1993 Weltcup-Turnier Löwe von Bonn, 2. Platz[4]
- 1995 Deutsche Meisterschaften, 1. Platz Einzel[7]